# Grigoria K. Kinzikaëva
Grigoria K. Kinzikaëva (1931) es una botánica rusa.
Se especializó en la familia de las asteráceas. Realizó extensas excursiones botánicas por Asia media
- La abreviatura «Kinzik.» se emplea para indicar a Grigoria K. Kinzikaëva como autoridad en la descripción y clasificación científica de los vegetales.[1]

Los 18 registros IPNI de sus identificaciones y nombramientos de nuevas especies las publica habitualmente en : Fl. Tadzhikskoi SSR; Dokl. Akad. Nauk Tadzh. SSR; Opred. Rast. Sred. Azii